# Ostracisme (Grèce antique)
Pour les articles homonymes, voir Ostracisme.

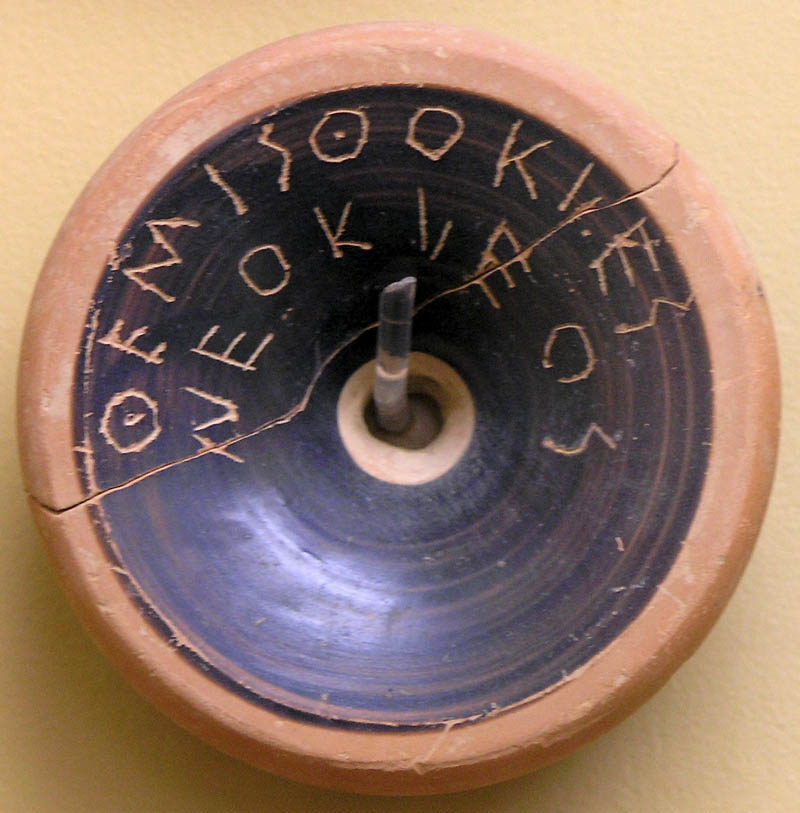
Ostrakon portant le nom de Thémistocle, vers 490/480 ou 460 av. J.-C., Musée de l'Agora antique d'Athènes.

Dans la Grèce antique, l’ostracisme (en grec ancien ὀστρακισμός / ostrakismós) était un vote par lequel l’Ecclésia (l'assemblée des citoyens) prononçait le bannissement de l'un de ses citoyens, dont le nom était inscrit sur un tesson de céramique désigné par le terme ostrakon. Durant la période de bannissement, l’Ecclésia conservait ces tessons, ostraca, où figuraient les noms des exilés. Athènes et quelques autres cités, au Ve siècle av. J.-C., ont instauré une institution qui permettait de bannir pendant dix ans un citoyen, sans que celui-ci perdît ses biens. C'était une mesure d'éloignement politique, un simple vote de défiance à l'égard d'un citoyen influent soupçonné d'aspirer au pouvoir personnel : ce n'était pas une peine judiciaire, cette sanction n'étant pas une condamnation pénale : elle ne s'accompagnait pas de peine pécuniaire, et les droits civiques étaient conservés. Cette importante institution apparaît donc marquée d'un esprit d'humanité tant dans la procédure suivie que dans la peine prononcée. 

## Athènes
On l'attribue traditionnellement à Clisthène, mais le premier vote d'ostracisme n'eut lieu qu'en 488 av. J.-C., si l'on en croit Aristote. Après les expulsions en masse qui eurent lieu au VIe siècle av. J.-C., et qui frappaient collectivement des genè, des familles entières, on décida de proscrire seulement les tyrans et leurs fils, en prévenant les autres membres des Pisistratides que s'ils venaient à troubler l'ordre public, ils seraient expulsés pour dix ans. Ils se tinrent éloignés de la vie publique longtemps.
Après la première guerre médique, cependant, ils furent suspectés d'intelligence avec le tyran Hippias, et on châtia les amis des tyrans (487 av.J.-C.). L'ostracisme fut décrété contre Hipparque, fils de Charmos, devenu le chef de la famille, en 486, contre l'Alcméonide Mégaclès le Jeune, fils d'Hippocrate, et en 485 av. J.-C. contre Alcibiade l'Ancien.

### La procédure
Elle se déroulait en deux temps. Chaque année, durant la sixième prytanie entre janvier et février, période où les citoyens pouvaient se rendre en masse à la ville, les récoltes étant engrangées, l’ecclésia votait d'abord pour savoir si l'on devait procéder à un ostracisme. Le vote s'effectuait à main levée, il n'y avait pas de débats et les noms des suspects n'étaient pas révélés.
Si l'accord se faisait sur le principe de l'ostracisme, l'assemblée du peuple se réunissait ensuite une deuxième fois au cours de la prytanie suivante, en assemblée solennelle et plénière (catecclésia). Le quorum était de 6 000, mais selon Plutarque, il s'agissait de six mille suffrages exprimés, et selon Philochore, de six mille suffrages réunis sur le même nom. Cette seconde hypothèse est la plus probable. Cette procédure n'avait de sens qu'avant les élections, lesquelles se tenaient chaque année de la septième à la neuvième prytanie. Au cours de cette séance décisive d’ostracophorie, chaque citoyen qui souhaitait voter inscrivait sur un tesson de céramique ou éventuellement une coquille d'huître (d'où le mot ostracon) le nom de la personne dont le bannissement hors d'Athènes lui semblait nécessaire au bien public. Il n'y avait encore une fois pas de débat. Le bureau était constitué par les neuf archontes entourés de la Boulè au complet. Les citoyens portaient ensuite leur tesson « dans un endroit de la place publique fermé circulairement d'une cloison de bois ». Les magistrats comptaient alors le nombre des tessons. Le résultat du scrutin était proclamé sur la Pnyx. Si la majorité des six mille suffrages s'était dégagée sur un nom lors du vote, la personne devait quitter la cité dans les dix jours et pour dix ans ; cette peine demeurait souvent théorique, car beaucoup d'ostracisés étaient rappelés par anticipation. À l'origine, l'ostracisé pouvait s'établir où il voulait hors de l'Attique, mais en 480, il lui fut interdit de le faire en deçà du cap Géraistos (Eubée) et du cap Skyllaion, à l'est de l'Argolide, car on craignait qu'un homme influent ne puisse continuer à peser sur la vie publique d'Athènes s'il restait trop près du territoire de la cité.

### Utilité de l'ostracisme

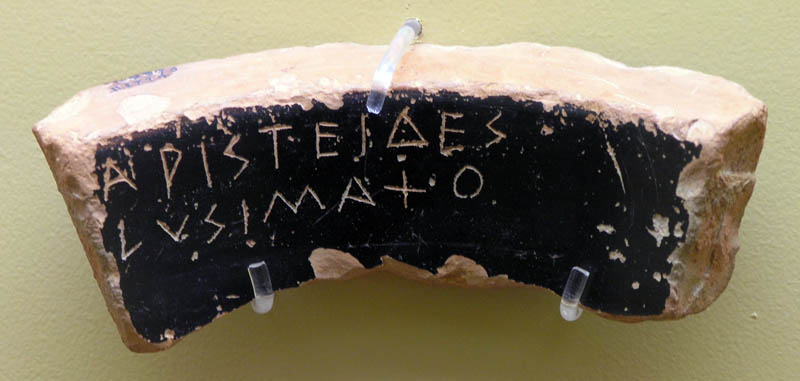
Ostrakon portant le nom d'Aristide, Musée de l'Agora antique d'Athènes.

Au plan de la politique extérieure d'Athènes, quand la situation présentait un danger, l'intérêt supérieur de la cité commandait d'empêcher que s'installe un dissentiment continuel sur la question de la défense nationale : ce fut le cas face au danger perse. Au fur et à mesure que Thémistocle faisait prévaloir ses vues concernant la nécessité d'une grande flotte capable de résister à celle de Xerxès Ier, ses adversaires, Xanthippos et Aristide le Juste furent ostracisés respectivement en 484 et 483. L'ostracisme rendait ainsi service à Athènes en mettant fin aux luttes des factions qui risquaient d'entraver le fonctionnement de l'État. L'union sacrée se forma de nouveau en 481, quand un décret d'amnistie annula ces mesures d'ostracisme.
Au plan de la politique intérieure, l'ostracisme fut surtout utilisé comme arme politique dans les rivalités entre hétairies (factions aristocratiques) dans le premier quart du Ve siècle av. J.-C. Après la disparition des tyrans et la défaite des Mèdes, l'ostracisme ne servit plus aux factions qu'à se décapiter réciproquement : Thémistocle fut ostracisé par les partisans de Cimon en 472, et Cimon, en 461 par les partisans d’Éphialtès. Périclès vit son ami Damon ostracisé avant de faire frapper d'ostracisme à son tour, en 443, son principal adversaire, Thucydide, fils de Mélèsias. L'ostracisme employé hors de propos est alors un outil émoussé. L'analyse graphologique des centaines d'ostraca retrouvés lors des fouilles de l'agora a montré que pour un vote donné seule une dizaine de mains différentes avaient inscrit les noms sur les tessons : ce serait la preuve que ces tessons étaient faits à l'avance et distribués par les responsables de ces factions à leur clientèle, dont le vote était ainsi dirigé. La littérature antique apporte en outre l'exemple d'une entente entre adversaires pour échapper à l'ostracisme qui les menaçait : ainsi Plutarque rapporte comment Hyperbolos fut ostracisé en 417 grâce à une entente entre Nicias et Alcibiade, qui devaient être les protagonistes de l’ostracophorie cette année-là ; au dernier moment leurs partisans à tous les deux prirent peur et s'unirent en votant contre Hyberbolos. Ce fut le dernier usage de l'ostracisme.
Plutarque, dans la Vie d'Aristide, évoque l'ostracisme d'Aristide le Juste par une anecdote intéressante : alors qu'on votait à Athènes pour son ostracisme, un paysan illettré demanda à un homme distingué de l'aider à inscrire sur son tesson (ostrakon) le nom d'Aristide. L'homme lui demanda ce qu'il reprochait à Aristide. « Rien » répondit le paysan. « Je ne le connais même pas, mais j'en ai assez de l'entendre partout appeler « Le Juste » ». À la suite de cela, Aristide — car c'était lui l'homme distingué — écrivit honnêtement sur le tesson le nom qu'on lui demandait.
La disparition de l'ostracisme s'explique par la possibilité d'utiliser d'autres méthodes, moins lourdes (sans nécessité de quorum), pour écarter des adversaires politiques : la plus importante d'entre elles est l’isangélie, procédure de mise en accusation d'un magistrat devant l'assemblée.

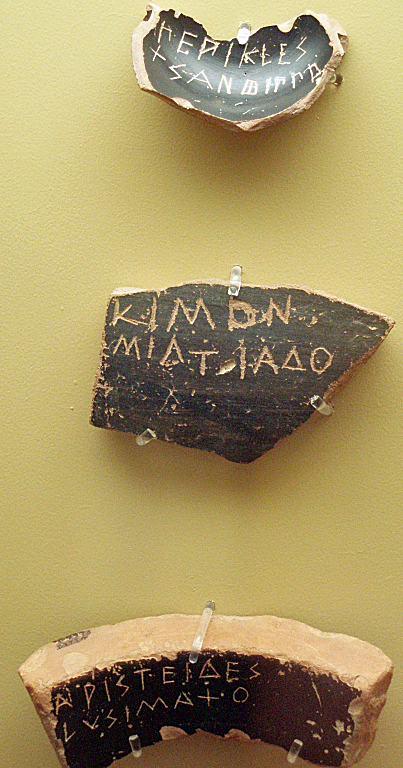
Trois tessons d'ostracisme ou.

## Pétalisme
Après la tentative échouée de reprise du pouvoir par les tyrans à Syracuse s’appuyant sur les pauvres menés par Tyndaridès, les démocrates instituent le pétalisme, à l’imitation de l’ostracisme athénien. À Syracuse, l'institution s'appelle « pétalisme », car on écrivait les noms sur des feuilles d'olivier (πέταλον / petalon). La durée du bannissement était de cinq ans. Diodore de Sicile ne date pas précisément l'époque où cette procédure fut en vigueur. Il précise qu'elle est postérieure à la condamnation à mort en 454 de Tyndaridès, qui aspirait à la tyrannie, et qu'elle fut abrogée peu de temps après sa promulgation, car jugée contre-productive, dissuadant des citoyens valables de participer aux affaires publiques. Hermocrate en 411 et Dioclès en 408 furent bannis de Syracuse, sans qu'on sache quelle fut la procédure utilisée.

## Argos
On sait par Aristote que l'ostracisme était pratiqué à Argos comme à Athènes. Cette pratique visait à écarter un individu ou un groupe disposant d’une puissance trop grande par rapport à la cité : « ces situations aboutissent d’ordinaire à une monarchie ou à un régime autoritaire », écrit Aristote.

## Éphèse
Hermodore d'Éphèse, ami d'Héraclite, fut exilé par les Éphésiens en ces termes : « Qu’il n’y ait personne qui soit meilleur que nous ; s’il y en a un, qu’il aille vivre avec d’autres gens ». Cette simple indication, qui ne renseigne ni sur la durée de la peine ni sur la procédure utilisée, ne permet pas d'établir une similitude avec l'ostracisme athénien au-delà du caractère anti-aristocratique de la formule.